# Elbert County, Georgia
Elbert County är ett administrativt område i delstaten Georgia, USA, med 20 166 invånare. Den administrativa huvudorten (county seat) är Elberton. 

## Geografi
Enligt United States Census Bureau har countyt en total area på 970 km². 955 km² av den arean är land och 15 km² är vatten.

### Angränsande countyn
- Anderson County, South Carolina - nordost
- Abbeville County, South Carolina - öst
- McCormick County, South Carolina - sydost
- Lincoln County - sydost
- Wilkes County - söder
- Oglethorpe County - sydväst
- Madison County - väst
- Hart County - nord-nordväst

### Städer och samhällen
- Bowman
- Elberton (huvudort)